# Tersakkan
Tersakkan (rusky Терсаккан) je řeka v Akmolské oblasti v Kazachstánu. Je levým přítokem Išimu (povodí Irtyše). Je 334 km dlouhá. Povodí má rozlohu 19 500 km².

## Průběh toku
Pramení a teče západní částí Kazašské pahorkatiny.

## Vodní režim
Zdroj vody je převážně sněhový. Nejvyšší úrovně hladiny dosahuje na jaře, kdy řekou proteče 90 % jejího ročního průtoku. Průměrný roční průtok je přibližně 2,5 m³/s, maximální až 52,7 m³/s. Zamrzá v listopadu a rozmrzá v polovině dubna. Na horním toku vysychá a v některých zimách promrzá až ke dnu.